# Dypsis ceracea
Espèce
Statut de conservation UICN

 EN D : En danger
Dypsis ceracea est une espèce de palmiers (Arecaceae), endémique de Madagascar. En 2012 elle est considérée par l'IUCN comme une espèce en danger d’extinction. Alors qu'en 1995 elle était considérée comme une espèce éteinte dans la nature.